# Judo-Afrikameisterschaften 2009
Die Judo-Afrikameisterschaften 2009 fanden vom 30. April bis 3. Mai 2009 auf Mauritius statt.

## Ergebnisse

### Männer
| Gewichtsklasse                 | Gold                  | Silber             | Bronze                                        |
| ------------------------------ | --------------------- | ------------------ | --------------------------------------------- |
| Superleichtgewicht (bis 60 kg) | Alaa El Idrissi       | Mohamed El-Kawisah | Elie Norbert Ibrahim Awad                     |
| Halbleichtgewicht (bis 66 kg)  | Amin El Hady          | Rachid Rguig       | Mohamed Boughorfa Tageot Rafaeliarison        |
| Leichtgewicht (bis 73 kg)      | Seifeddine Ben Hassen | MacLeon Paulin     | Nourredine Yagoubi Hussein Hafiz              |
| Halbmittelgewicht (bis 81 kg)  | Safouane Attaf        | Hatem Abdelakher   | Davy Huhues Moussavou Mohamed Fadhel Gazouani |
| Mittelgewicht (bis 90 kg)      | Hesham Mesbah         | Dieudonné Dolassem | Patrick Trezise Lyes Bouyacoub                |
| Halbschwergewicht (bis 100 kg) | Ramadan Darwish       | Hassene Azzoune    | Franck Moussima Ndibu Mushi                   |
| Schwergewicht (über 100 kg)    | Islam El-Shehaby      | Anis Chedly        | Cedric Mandembo Kebika Ammar Belgacem         |
| Offene Klasse                  | Islam El-Shehaby      | Mohamed Merbah     | Franck Moussima Faicel Jaballah               |

### Frauen
| Gewichtsklasse                 | Gold              | Silber           | Bronze                              |
| ------------------------------ | ----------------- | ---------------- | ----------------------------------- |
| Superleichtgewicht (bis 48 kg) | Meriem Moussa     | Chahnez M'barki  | Mahitab Farouk Christianne Legentil |
| Halbleichtgewicht (bis 52 kg)  | Ratiba Tariket    | Nina Langenhoven | Amani Khalfaoui Hanane Kerroumi     |
| Leichtgewicht (bis 57 kg)      | Lila Latrous      | Hajer Barhoumi   | Séverine Nébié Fatima Zohra Chakir  |
| Halbmittelgewicht (bis 63 kg)  | Fary Seye         | Aida Mezerna     | Ayah Mohamed Emad Audry Catherine   |
| Mittelgewicht (bis 70 kg)      | Kahina Hadid      | Sarra Wahid      | Asma Bjaoui Misenga Bwaga           |
| Halbschwergewicht (bis 78 kg)  | Rachida Ouerdane  | Samar Salah      | Christelle Okodombe Houda Miled     |
| Schwergewicht (über 78 kg)     | Nihal Chikhrouhou | Aminata Diatta   | Samah Ramadan Rania El Kilali       |
| Offene Klasse                  | Nihal Chikhrouhou | Samah Ramadan    | Amina Temmar Christelle Okodombe    |

## Medaillenspiegel
| Platz | Nation          | Gold | Silber | Bronze | Gesamt |
| ----- | --------------- | ---- | ------ | ------ | ------ |
| 1.    | Ägypten         | 5    | 4      | 5      | 14     |
| 2.    | Algerien        | 5    | 2      | 5      | 12     |
| 3.    | Tunesien        | 3    | 3      | 5      | 11     |
| 4.    | Marokko         | 2    | 2      | 3      | 7      |
| 5.    | Senegal         | 1    | 1      | 0      | 2      |
| 6.    | Kamerun         | 0    | 1      | 4      | 5      |
| 7.    | Mauritius       | 0    | 1      | 2      | 3      |
| 8.    | Südafrika       | 0    | 1      | 1      | 2      |
| 9.    | Libyen          | 0    | 1      | 0      | 1      |
| 10.   | Dem. Rep. Kongo | 0    | 1      | 0      | 1      |
| 11.   | Madagaskar      | 0    | 0      | 2      | 2      |
| 12.   | Burkina Faso    | 0    | 0      | 1      | 1      |
| 12.   | Gabun           | 0    | 0      | 1      | 1      |